# José Luiz Drey
José Luiz Drey (23 de septiembre de 1973) es un exfutbolista brasileño que se desempeñaba como defensa.
Jugó para clubes como el Atlético Sorocaba, Bellmare Hiratsuka, Mogi Mirim, Ituano, Apucarana y Joinville.

## Trayectoria

### Clubes
| Club               | País   | Año         |
| ------------------ | ------ | ----------- |
| Atlético Sorocaba  | Brasil | 1993 - 1996 |
| Bellmare Hiratsuka | Japón  | 1996        |
| Mogi Mirim         | Brasil | 1997        |
| Ituano             | Brasil | 1998        |
| Apucarana          | Brasil | 1999        |
| Joinville          | Brasil | 2000        |
| Ituano             | Brasil | 2000 - 2001 |